# Thùa tây
Thùa tây hay dứa sợi lá xám (danh pháp: Agave fourcroydes) là loài thực vật có hoa trong họ Măng tây. Loài này được Lemaire miêu tả khoa học đầu tiên năm 1864.

## Hình ảnh

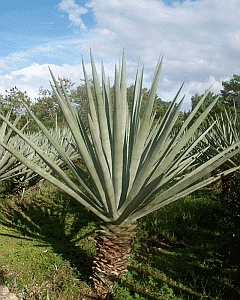
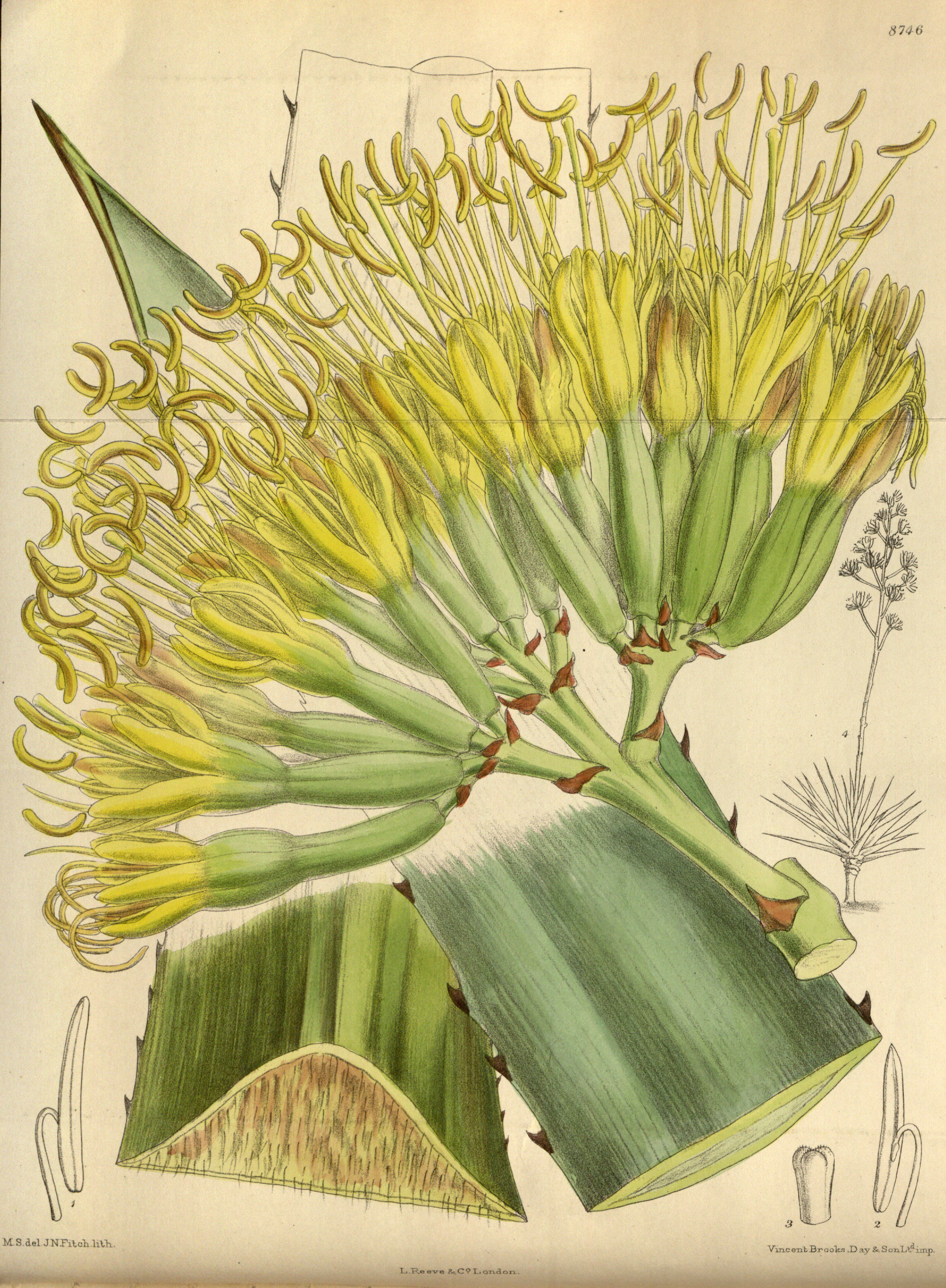
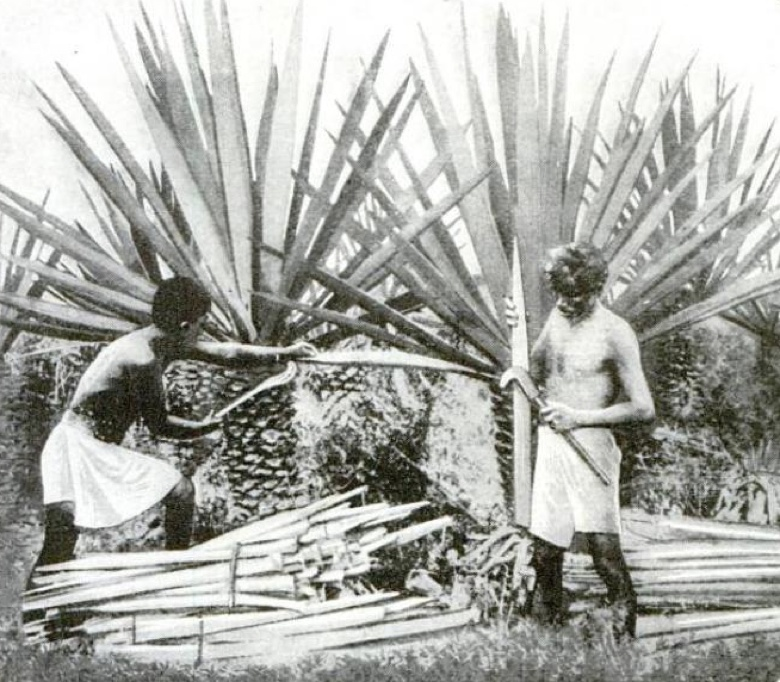
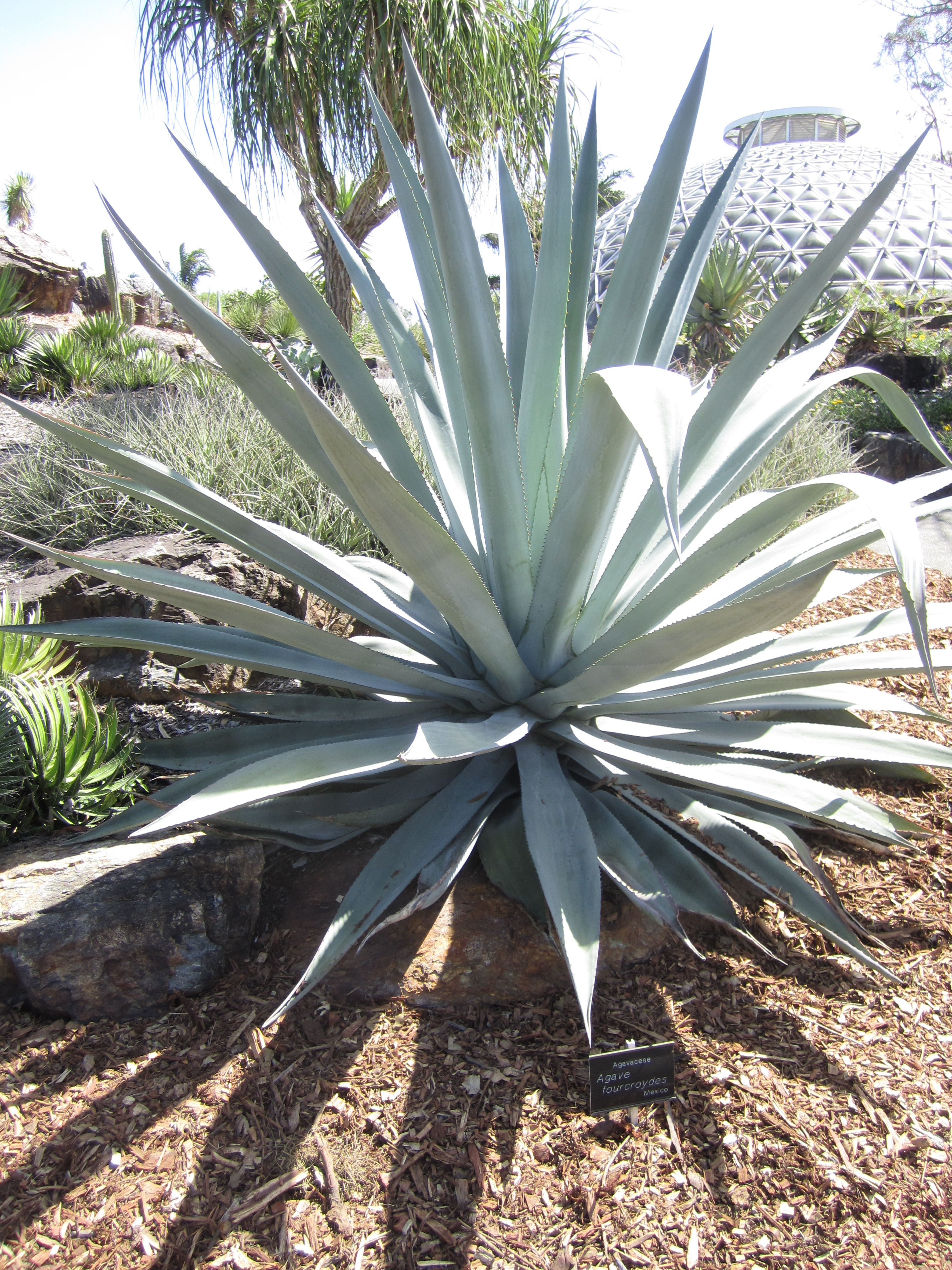